# Herb gminy Grębków
Herb gminy Grębków – jeden z symboli gminy Grębków.

## Wygląd i symbolika
Herb przedstawia na tarczy dzielonej w pas w polu górnym na srebrnym tle pół czarnego niedźwiedzia i pół czerwonego orła pod złotą koroną (symbol ziemi liwskiej), natomiast w zielonym polu dolnym złoty pastorał i złoty kłos zboża. 